# Бассия египетская
Бассия египетская (лат. Bassia aegyptiaca) — вид двудольных растений рода Бассия (Bassia) семейства Амарантовые (Amaranthaceae). Растение впервые описано в 2006 году группой ботаников в составе З. Турки, Ф. Эль-Хайеба и Ф. Шехаты.

## Распространение и среда обитания
Эндемик Египта. Типовой экземпляр из местности Рас Эль-Хекма (в 225 км к западу от Александрии) на севере страны. Предпочитает песчаные почвы.

## Ботаническое описание
Многолетний полукустарник 40—70 см высотой. Ветви сине-зелёные; нижние ветви стелющиеся, верхние прямостоячие.
Листья сидячие, с острыми наконечниками, 14—20 мм в длину.
Соцветие колосовидное, как правило, с двумя цветками в каждом прицветнике. Цветки сидячие, обоеполые или раздельнополые, с пятью белыми тычинками.
Плод — семянка, 1,3—1,4 мм в диаметре. Плодоносит в апреле — мае. Семена бледно-коричневые, овальной формы.